# Kurt Aland
Kurt Aland (Steglitz, 28 marzo 1915 – Münster, 13 aprile 1994) è stato un teologo tedesco, docente di Nuovo Testamento e di Storia della Chiesa. Per molti anni è stato direttore dell'Istituto per la ricerca testuale del Nuovo Testamento ("Institut für neutestamentliche Textforschung") e il principale curatore dell'edizione Nestle-Aland del Novum Testamentum Graece (Nuovo Testamento greco).

## Vita
Dal 1933 studia Teologia presso la Friedrich Wilhelms Universität di Berlino. Durante l'università, lavora per la rivista della Chiesa confessante, Junge Kirche (Chiesa giovane). In un opuscolo ideologico, Wer fälscht? (Chi sta mentendo?), scritto contro Mathilde Ludendorff, conferma la posizione della Chiesa confessante, aderendo completamente agli ideali di questa chiesa. Nel 1939 studia sotto la guida di Hans Lietzmann. Nel 1940 viene esonerato dal servizio militare, e nel 1941, dopo la morte di Lietzmann, assume la responsabilità della redazione della rivista teologica. Si laurea nel 1941, e nel 1944 viene ordinato ministro della parrocchia di Berlino-Steglitz.
Dopo la seconda guerra mondiale, Aland diventa docente presso la Facoltà teologica della Università Humboldt di Berlino. Nel 1947 viene nominato professore ordinario all'Università "Martin Lutero" di Halle-Wittenberg.
È perseguitato per la sua opposizione al governo marxista della Germania Est. Nel 1953 viene accusato di contrabbando di orologi con Berlino Ovest e tenuto agli arresti per tre mesi. Si espone pubblicamente contro varie forme di oppressione dello stato contro la Chiesa, chiedendo al governo della Germania Est libertà di parola e di culto. Nel luglio 1958, perde il suo lavoro all'università. Riesce, tuttavia, a fuggire a Berlino Ovest nel settembre del 1958. Nel 1959 viene nominato professore presso l'Università di Münster, nella Germania Ovest. Qui fonda l'Istituto per la ricerca testuale del Nuovo Testamento ("Institut für neutestamentliche Textforschung"), da lui diretto fino al 1983.
Aland si sposa due volte, la prima con Ingeborg Aland, con la quale ha tre figli; alla fine degli anni settanta sposa Barbara Aland.

## Attività di ricerca

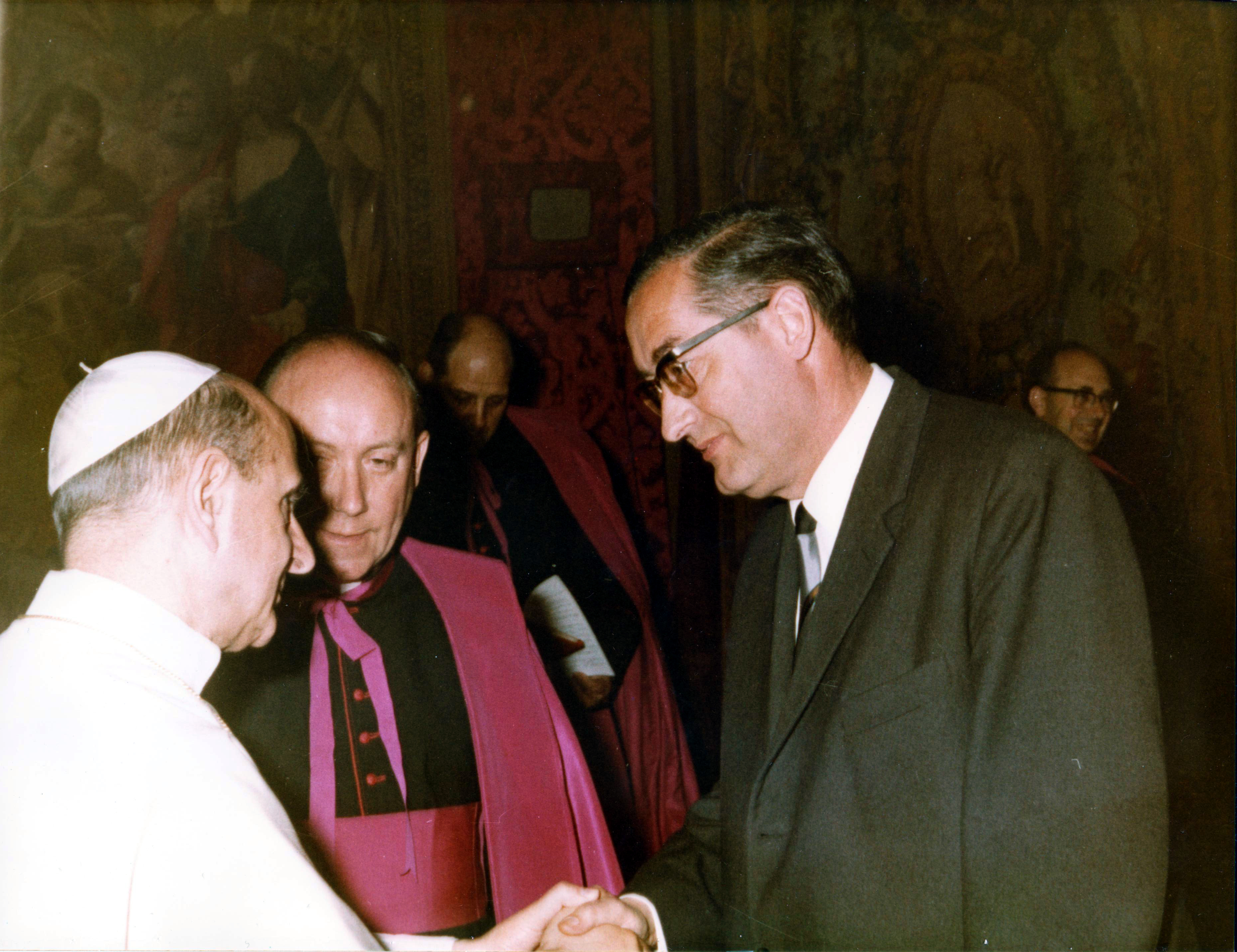
Kurt Aland visita Papa Paolo VI, 1970

In tempi di crescente specializzazione, anche nello studio della storia e della teologia, Kurt Aland può essere considerato come uno degli ultimi rappresentanti di quei docenti che hanno saputo lavorare in modo efficace su entrambe le discipline. Degno di nota è il suo lavoro nel campo della ricerca sul Nuovo Testamento, eseguito assieme alla moglie Barbara Aland, presso l'istituto per la ricerca testuale a Münster. È autore di moltissime pubblicazioni.
Il suo lavoro principale ha riguardato la ricerca intensa e avventurosa di vecchi manoscritti individuati in alcune abbazie della Russia e della Grecia. Ha scoperto numerosi manoscritti sul Nuovo Testamento, la cui valutazione è ancora in corso. Famosa è l'edizione del 1979 completamente rinnovata del Novum Testamentum (Nuovo Testamento in lingua greca).
Fa parte, inoltre, della Hermann-Kunst-Stiftung, fondata nel 1964 da Hermann Kunst, buon amico di Åland. Molti personaggi famosi della politica, dell'economia e della società hanno partecipato a questa fondazione per il patrocinio dell'Istituto per la ricerca testuale del Nuovo Testamento. Notevoli sono le sue opere sulla storia della Chiesa.
Per i critici lo stesso Aland ha dimostrato di essere un importante ecumenista, capace di lasciare un segno significativo nel protestantesimo tedesco.

## Riconoscimenti
Ha ottenuto una laurea honoris causa:
- 1950: "Dottore (HC)", presso l'Università di Göttingen (Germania)
- 1957: "Dottore in Teologia", presso l'Università di St Andrews (Scozia)
- 1971: "Dottore in Letteratura", al Wartburg College (Iowa)

Ha ricevuto i seguenti premi:
- 1963: La "Croce di Athos" del patriarcato di Alessandria[3]
- 1975: "Medaglia di Burkitt" per gli studi biblici da parte della British Academy[3]
- 1976: Gran Croce al Merito (Großes Verdienstkreuz)[3]
- 1983: Gran Croce al Merito con placca (Großes Verdienstkreuz mit Stern)[4]
- 1985: "Luther Medaglia" di Università "Martin Lutero" di Halle-Wittenberg[5]
- 1985: "Canstein Medaglia" di Deutsche Bibelgesellschaft[6]
- 1994: "San Paolo Award"[7][8]

Kurt Aland è stato membro delle seguenti accademie:
- dal 1955: Accademia delle Scienze di Sassonia (Germania)
- dal 1969: British Academy
- dal 1975: Accademia delle Scienze di Gottinga (Germania)
- dal 1976: Royal Academy of Arts and Science dei Paesi Bassi

## Pubblicazioni
- Spener-Studien, 1943, (Arbeiten zur Geschichte des Pietismus I. Arbeiten zur Kirchengeschichte vol. 28);
- Kirchengeschichtliche Entwürfe: Alte Kirche - Reformation und Luthertum - Pietismus und Erweckungsbewegung, 1960.
- Die Säuglingstaufe im Neuen Testament und in der alten Kirche. Eine Antwort an Joachim Jeremias, (TEH; N.F. 86), 1961; Über den Glaubenswechsel in der Geschichte des Christentums, 1961;
- Bibel und Bibeltexte bei August Hermann Francke und Johann Albrecht Bengel. In: Pietismus und Bibel, (=AGP; 9), 1970, pp. 89–147;
- Taufe und Kindertaufe. 40 Sätze zur Aussage des Neuen Testaments und dem historischen Befund, zur modernen Debatte darüber und den Folgerungen daraus für die kirchliche Praxis - zugleich eine Auseinandersetzung mit Karl Barths Lehre von der Taufe, 1971;
- Neutestamentliche Entwürfe, (Theol. Bücherei, NT; 63), 1979;
- Der Text des Neuen Testaments. Einführung in die wissenschaftlichen Ausgaben sowie in Theorie und Praxis der modernen Textkritik (con Barbara Aland), 1982, 1989;
- The Text of the New Testament. An introduction to the critical editions and to the theory and practice of modern textual criticism, with Barbara Aland; translated by Erroll F. Rhodes, Grand Rapids, Mich.: W.B. Eerdmans Leiden: E.J. Brill, 1987;
- Die Grundurkunde des Glaubens. Ein Bericht über 40 Jahre Arbeit an ihrem Text. In: Bericht der Hermann Kunst-Stiftung zur Förderung der Neutestamentlichen Textforschung für die Jahre 1982 bis 1984, 1985, pp. 9–75;
- Das Neue Testament - zuverlässig überliefert. Die Geschichte des neutestamentlichen Textes und die Ergebnisse der modernen Textforschung, (Wissenswertes zur Bibel; 4), 1986;
- Text und Textwert der griechischen Handschriften des Neuen Testaments, vol. I-III (=Arbeiten zur neutestamentlichen Textforschung), 1987ss;
- Hilfsbuch zum Lutherstudium, Vierte, durchgesehene und erweiterte Auflage, Bielefed, Luther-Verlag 1996.